# Wolfgang Paul (calciatore)
Wolfgang Paul (Olsberg, 25 gennaio 1940) è un ex calciatore tedesco, di ruolo difensore.

## Carriera
Giocò per tutta la carriera nel Borussia Dortmund, con cui vinse una Coppa di Germania nel 1965 ed una Coppa delle Coppe l'anno seguente.

## Palmarès

### Club

#### Competizioni nazionali
- Campionato tedesco: 1

Borussia Dortmund: 1962-1963
- Coppa di Germania: 1

Borussia Dortmund: 1964-1965

#### Competizioni internazionali
- Coppa delle Coppe: 1

Borussia Dortmund: 1965-1966